# Militaire begraafplaats in Hennef
De militaire begraafplaats in Hennef is een militaire begraafplaats in Noordrijn-Westfalen, Duitsland. Op de begraafplaats liggen omgekomen Duitse, Poolse en Russische militairen uit de Tweede Wereldoorlog.

## Begraafplaats
Op de begraafplaats rusten 227 militairen. Het merendeel hiervan (209) was Duits. Daarnaast liggen er nog zeventien Russen en één Pool begraven. Vrijwel alle Duitse militairen kwamen tijdens gevechten in het voorjaar van 1945 om het leven. De Pool en Russen kwamen bij hun werk als dwangarbeider om het leven.